# Landwirtschaftstechnikum Tytuvėnai
Das Landwirtschaftstechnikum Tytuvėnai war ein Technikum der Landwirtschaft Litauens in Tytuvėnai, Rajongemeinde Kelmė in der damaligen Litauischen Sozialistischen Sowjetrepublik.

## Geschichte
Am 1. September 1959 lernten 60 Schüler: künftige 30 Spezialisten der Agronomie und 30 Spezialisten der Zootechnik. 1959 gab es schon Mädchenwohnheim und Kantine. 1964 gab es die erste Absolventenreihe. 23 Agronome und 22 Zootechniker arbeiteten dann in den Kolchosen und Sowchosen der  Rajongemeinde Raseiniai und Kelmė. 1960 wurde ein Studentenwohnheim im ehemaligen Kloster eingerichtet.
Im Schuljahr 1974/1975 wurde ein modernes Gebäudekomplex im Dorf Budraičiai bei Tytuvėnai gebaut. Neben der Schulungsgebäude gab es zwei 5-Etagen-Wohnheime für Mädchen und Jungen, eine Kantine, ein Veranstaltungssaal und ein Sportsaal. Am 11. Januar 1975 wurde das neue Gebäude geöffnet. Der „Artojo“-Kolchos wurde angeschlossen und von 1976 bis 1977 eine Farm für 400 Milchkühe gebaut. Es gab vier Technikum-Abteilungen (für Gartenbau, Feldwirtschaft, Forstwirtschaft und Ackerbau).
Am 1. Juni 1981 wurde das Technikum zur 28. Berufstechnischen Schule Tytuvėnai. Ab September 1981 gab es drei Berufe: Traktorist-Maschinist, Operator für Milchkühe-Versorgung, Gärtner. Die Schule wurde dann zur 28. Berufstechnischen Dorfsmittelschule Tytuvėnai, Berufstechnischen Schule Tytuvėnai, am 1. Januar 1990 zur Landwirtschaftsschule Tytuvėnai. 1993 wurde die Bildung für Berufe wie Imker und Mechaniker der Landwirtschaftstechnik eingeführt. Die Frauen mit dem Abitur lernten auch als Ökonominnen der Hauswirtschaft. Am 26. April 1995 wurde die Tytuvėnų žemės ūkio mokykla registriert. Ab 1996 gab es auch den Beruf Meister der Hauswirtschaft und ab 1998 Bürokaufmann. Am 1. Juli 2000 wurde die Schule aufgelöst und die Abteilung Tytuvėnai des Berufsvorbereitungszentrums Kelmė errichtet. Sie hat den Status einer juristischen Person.

## Direktoren
- Rapolas Slivinskas (1959–1962)
- Bonifacas Jagminas (1962–1965)
- Stasys Petravičius (1965–1969)
- Ipolitas Kazlauskas (1969–1981; 1991–1992; 1993–2000)
- Antanas Račas (1981–1990)
- Eugenijus Pelenis (1990–1991)
- Vytautas Šimkūnas (1992–1993)
- Antanas Levickas (ab 2000)

## Absolventen
- 1963: Zenonas Petras Adomaitis (1945–2016), Kolchos-Leiter und Politiker, Seimas-Mitglied
- 1972: Kęstutis Skamarakas (* 1952), Politiker, Seimas-Mitglied und Bürgermeister von Raseiniai
- 1977: Viktoras Pranckietis (* 1958), Gartenbauwissenschaftler, Professor,  Politiker, Seimas-Mitglied